# IC 5137
IC 5137 је ознака објекта на координатама са ректансцензијом 21h 51m 37,9s и деклинацијом - 65° 34" 59'. Открио га је Делајл Стјуарт, 22. августа 1900. Каснијим посматрањима на том положају није уочен никакав астрономски објекат.